# Diemen
Diemen este o comună și o localitate în provincia Olanda de Nord, Țările de Jos. Face parte din aglomerația orașului Amsterdam. 